# بخش بلو کریک (شهرستان پالدینگ، اوهایو)
بخش بلو کریک (به انگلیسی: Blue Creek Township) یک منطقهٔ مسکونی در ایالات متحده آمریکا است که در شهرستان پولدینگ، اوهایو واقع شده‌است.
 بخش بلو کریک ۹۳٫۸ کیلومتر مربع مساحت و ۸۰۴ نفر جمعیت دارد و ۲۲۵ متر بالاتر از سطح دریا واقع شده‌است.